# Hugo Ferrol
Hugo Edwin Ferrol (Batavia, 1940 – Benitachell,  maart 2015) was een Nederlands crimineel. Hij werd bekend als rivaal van de crimineel Klaas Bruinsma. In 1969 trouwde hij met Thea Moear maar dit huwelijk liep stuk. Na de scheiding in 1977 keerde Ferrol zich tegen de bende van Bruinsma, waar Moear ook een rol in speelde.
De hasj- en heroïnehandel werd in de jaren zeventig met grof geweld geleid door de groepering van Ferrol. De bende van Bruinsma was het niet eens met de gang van zaken en gaf in 1978 de Indische Amsterdammer Henk Soetarno opdracht Ferrol en zijn kompanen te liquideren. Tijdens een schietpartij kwam Henkie Soetarno om het leven.

Op 2 februari 1982 kregen twee vrienden van Bruinsma, André Brilleman en de Joegoslaaf Alexander Marianovic de opdracht om Ferrol te liquideren, maar de poging mislukte. In juli 1982 werd Marianovic in opdracht van Bruinsma geliquideerd omdat hij en Brilleman Bruinsma voor drie ton hadden opgelicht bij een tweede poging Ferrol uit de weg te ruimen. De twee hadden Ferrol vooraf ingelicht en hadden een nep-liquidatie in scène gezet, waarna ze Bruinsma polaroid-foto's hadden laten zien van een met ketchup overgoten Ferrol.
In februari 1987 werd Hugo Ferrol veroordeeld tot zeven jaar gevangenisstraf voor handel in cocaïne en heroïne. Na strafvermindering kwam hij in december van datzelfde jaar echter alweer vrij.
Ferrol werd in 2014 ernstig ziek. Hij overleed tijdens een vakantie in maart 2015.

## Trivia
- In de film De dominee (2004) komt Ferrol voor als Amerikaan die in de onderwereld zijn eigen netwerk heeft opgebouwd, in samenwerking met Turkse lijfwachten en Duitse wapenleveranciers.